# Megisba hampsoni
Megisba hampsoni är en fjärilsart som beskrevs av Moore. Megisba hampsoni ingår i släktet Megisba och familjen juvelvingar. Inga underarter finns listade i Catalogue of Life.